# Ravenstein

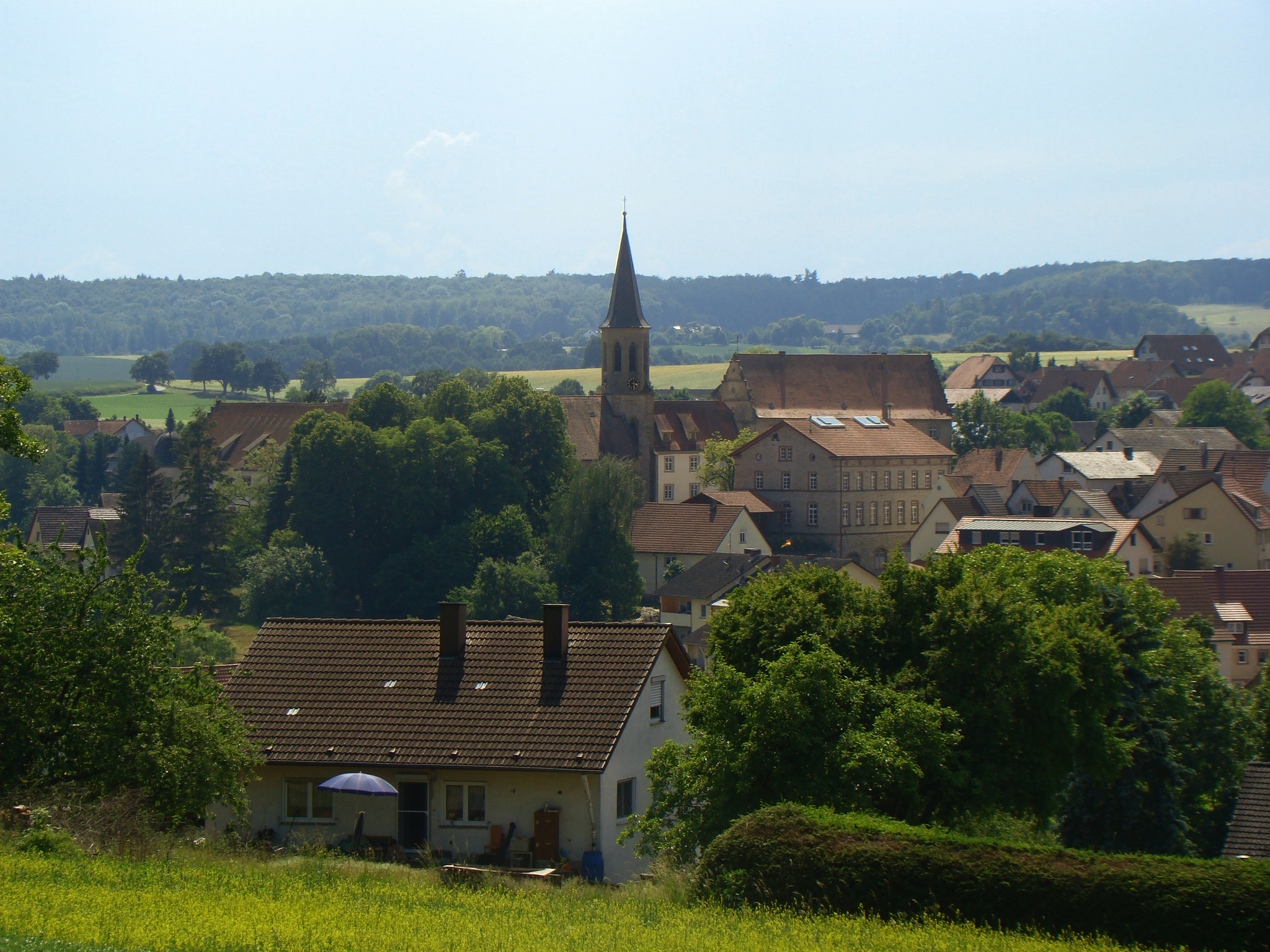
Blick auf Merchingen

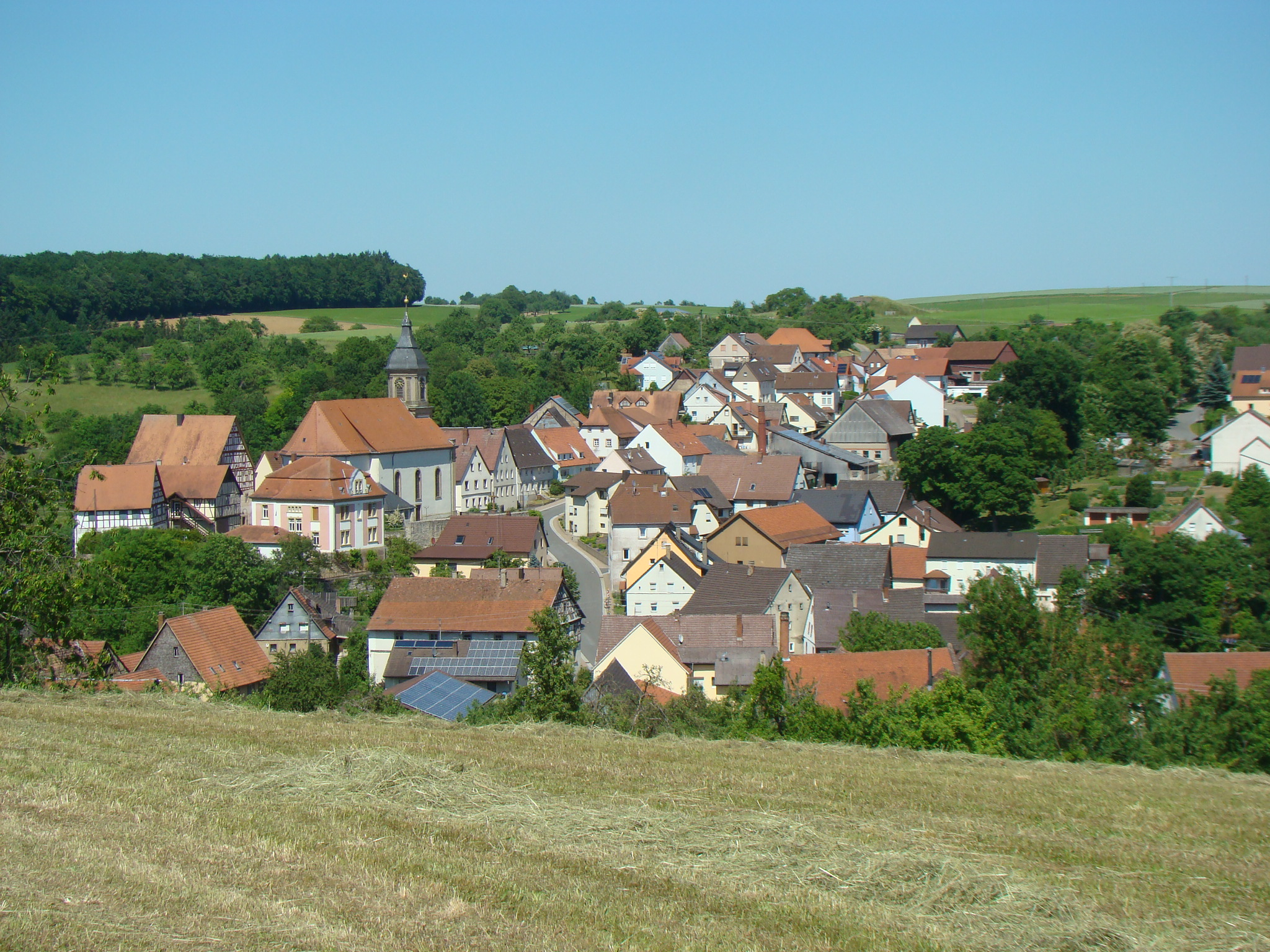
Blick auf Ballenberg

Ravenstein (ostfränkisch: Grågstee) ist eine fränkische kreisangehörige Stadt in Baden-Württemberg am Ostrand des Neckar-Odenwald-Kreises im Nordosten von Baden-Württemberg. Sie gehört zur europäischen Metropolregion Rhein-Neckar.

## Geographie

### Geographische Lage
Die Gemarkung liegt im Bauland und ist zu etwa 28 Prozent bewaldet. Alle Ortsteile liegen an Bächen, die zur Jagst hin fließen: Hüngheim und Merchingen an der Kessach, Erlenbach am Erlenbach und Ober- und Unterwittstadt sowie Ballenberg an dessen großem Mittellauf-Zufluss Hasselbach.

### Stadtgliederung
Die Stadt Ravenstein besteht aus der ehemaligen Stadt Ballenberg, dem Markt Merchingen und den Gemeinden Erlenbach, Hüngheim, Oberwittstadt und Unterwittstadt.
- Zu Ballenberg gehört die Stadt Ballenberg.
- Zu Erlenbach gehört das Dorf Erlenbach.
- Zu Hüngheim gehört das Dorf Hüngheim.
- Zu Merchingen gehören das Dorf Merchingen, das Gehöft Dörnishof und das Haus Untere Mühle.
- Zu Oberwittstadt gehören das Dorf Oberwittstadt, der Weiler Schollhof und das Haus Heckmühle.
- Zu Unterwittstadt gehört das Dorf Unterwittstadt.

Im Gebiet der ehemaligen Stadt Ballenberg liegen die Wüstungen Mutzenbrunn und Wellendorf, im Gebiet der ehemaligen Gemeinde Erlenbach die Wüstungen Johanneskirchlein und Obererlenbach, im Gebiet der ehemaligen Gemeinde Hüngheim liegt die Wüstung Hof Hohenschwarz, im Gebiet der ehemaligen Marktgemeinde Merchingen liegen die Wüstungen Bensenweiler und Wolfhausen und im Gebiet der ehemaligen Gemeinde Oberwittstadt liegen die Wüstungen Höringen und Nebenhausen, auf die jeweils nur ein Flurname hindeutet.

### Nachbargemeinden
An Ravenstein grenzen (im Uhrzeigersinn) im Norden die Gemeinde Ahorn und die Kleinstadt Boxberg, beide im Main-Tauber-Kreis; im Osten die Kleinstadt Krautheim und im Süden die Gemeinde Schöntal, beide im Hohenlohekreis; im Westen die Kleinstädte Adelsheim und Osterburken sowie die Gemeinde Rosenberg, alle im Neckar-Odenwald-Kreis.

## Geschichte
Die Herrschaft über Hüngheim und Merchingen hatten die Würzburger Fürstbischöfe inne, die ab 1657 mit dem Aussterben derer von Aschhausen im Mannesstamm das Heimfallrecht des Mannlehens nutzten, um Merchingen ganz und Hüngheim teilweise an die Berlichinger zu entlehnen. Die Stadtteile Ballenberg, Erlenbach, Ober- und Unterwittstadt gehörten bis 1802 zum Territorium des Erzstifts Mainz/Kurmainz. Diese letztgenannten Stadtteile waren Teil des kurrheinischen Reichskreises. Merchingen lag sowohl im fränkischen Ritterkreis, zunächst über die von Aschhausen und ab 1657 über die Berlichinger, wie auch im fränkischen Reichskreis über das Hochstift Würzburg. Hüngheim lag auch im fränkischen Reichskreis.
Alle Stadtteile fielen 1806 mit Ausnahme Merchingens rechtmäßig an das Großherzogtum Baden und wurden mit diesem ab 1871 Teil des Deutschen Reichs. Nach dessen Zusammenbruch gehörten die Orte bis 1945 zur Republik Baden in der so genannten Weimarer Republik und waren anschließend Teil des NS-Staates. Von 1945 bis 1952 war das Gebiet Bestandteil des Landes Württemberg-Baden in der Amerikanischen Besatzungszone, das 1952 Teil des Bundeslandes Baden-Württemberg wurde.
Im Rahmen der Kommunalen Gebietsreform wurde zunächst eine Gemeinde Ravenstein zum 1. Dezember 1971 aus der zuvor selbständigen Stadt Ballenberg und der Marktgemeinde Merchingen sowie den Gemeinden Erlenbach, Hüngheim, Oberwittstadt und Unterwittstadt gebildet. Namensgeber ist das in Ballenberg gelegene Gelände Rabenstein. Mit der Stadtrechtsverleihung vom 1. April 1974 wurde Ravenstein eine Stadt.

### Merchingen
Der im mainfränkischen Ortsdialekt als „Marchene“ bezeichnete Ortsname Merchingen beruht vermutlich auf einer alemannischen Siedlung vor 500 n. Chr. Im Zuge der Schlacht von Zülpich. 496 n. Chr. begann die fränkische Landnahme im heutigen Norden Baden-Württembergs und Unterfrankens, d. h. die Kolonialisierung durch fränkische Siedler und Vertreibung der Alamannen aus der Gegend, die bis dato bis zum Main siedelten. Der nunmehrig fränkische Ort war vermutlich Ausgangsort weiterer fränkischer Siedlungsgründungen in der Gegend, um die neuen fränkischen Territorien zu sichern. Charakteristisch für die fränkische Landnahme ist die Entstehung von Siedlungen mit den Grundwörtern -heim, -hausen/-husen, -rod, -ingen und -weiler/-wiler. Nach 780 n. Chr. ist keine Neugründung mit dieser Endung mehr nachzuweisen. Die älteren Formen -husen und -wiler entwickelten sich im Spätmittelalter in Gebieten mit Neuhochdeutscher Diphthongierung zu den jüngeren Formen -hausen und -weiler. Hier ist auf die alten Merchinger Wüstungen „Bensenweiler“ und „Wolfhausen“ zu verweisen, die vermutlich rasch bis 780 n. Chr. gegründet wurden. Im Vertrag von Verdun 843 n. Chr. wurde der Ort, wie die übrigen Stadtteile Ravensteins auch, Teil des Ostfrankenreichs. Mit der Aufteilung des Herzogtums Franken ab 939 n. Chr. wurden Merchingen und die übrigen Stadtteile Teil des ducatus franconiae orientalis, also des Herzogtums Ostfranken. Mit dem Tod des letzten salischen Herrschers über das Herzogtum Ostfranken (Heinrich V.) im Jahr 1125 begann sich dieses Herzogtum mangels Erbe aufzulösen.
Im Jahre 1168 ging ganz Ravenstein an die Bischöfe von Würzburg, die zugleich Herzöge von Franken waren. Deshalb werden in ganz Ravenstein bis heute andauernd ostfränkische Dialekte gesprochen. In Merchingen wird jedoch aufgrund der über 600-jährigen politischen Zugehörigkeit zum Hochstift Würzburg ein mainfränkischer Dialekt gesprochen, obwohl in der Umgebung keine mainfränkischen Dialekte, mit Ausnahme des taubergründischen, gesprochen werden. 1188 wird ein allodium (dt.: allod = Eigengut) in Merchingen in einem Vertrag zwischen Kaiser Friedrich I. Barbarossa und König Alfons VIII. von Kastilien, in dem die Ehe zwischen Friedrichs Sohn Konrad und Alfons Tochter Berengaria vereinbart wurde, erwähnt. Dies ist die erste urkundliche Erwähnung von Merchingen. Das Eigengut gehörte mit weiteren 29 staufischen Gütern zur Morgengabe der Braut, welche jedoch nie umgesetzt wurde und wodurch das Allod würzburgisch blieb. Unter dem Würzburger Fürstbischof Manegold von Neuenburg wurde 1303 der Ort an die Herren von Aschhausen entlehnt. Damit gab es den ersten fränkischen Ortsadel, wodurch die Mitgliedschaft des Ortes im Kanton Odenwald des Fränkischen Ritterkreises begründet wurde. 1570 wird auf Antrag von Johann Erasmus von Aschhausen das Marktrecht für Pfingstdienstag verliehen.
Nachdem bereits unter dem Würzburger Fürstbischof Julius Echter von Mespelbrunn eine rigide Rekatholisierung im Ort stattfand, wurde dies unter seinem Nachfolger Johann Gottfried von Aschhausen fortgeführt, der ab Oktober 1617 zugleich Fürstbischof von Würzburg und Bamberg war. Schließlich war dieser auch sein eigener Lehnsherr und musste „dahemm“ für Ordnung sorgen. Merchingen wurde im Zuge der gegenreformatorischen Bestrebungen Teil der Bildstocklandschaft Franken, wovon heute noch das Gewann westlich des „Kirchgrunds“ mit dem Namen „Emes“ zeugt; es ist nach dem mainfränkischen Bildhauer und Bildstockmeister Julius Emes benannt, weil sich dort mindestens ein Bildstock von diesem befand. Im Zuge des Aussterbens des fränkischen Rittergeschlechts der Aschhausen im Jahr 1657 fiel Merchingen als Mannlehen an das Hochstift Würzburg zurück. Nur am Schloss konnten die fränkischen Berlichinger Eigentum erwerben. Der Ort selbst fiel dann wieder an die Würzburger Bischöfe zurück, die sodann die Berlichinger mit Merchingen belehnten, wodurch der Ort nach dem Grundsatz eius regio cuius religio wieder protestantisch wurde. Damit ergab sich die selbst für fränkische Verhältnisse einmalige Situation, dass ein Ort in einem katholischen Hochstift durch Lehensherrschaft eines Niederadligen zum Teil protestantisch wurde, und dies obendrein vom Würzburger Fürstbischof gebilligt wurde, obwohl noch unter dem Würzburger Bischof Philipp Adolf von Ehrenberg bis zu dessen Tod eine harte Rekatholisierungs- und Hexenverfolgungspolitik betrieben wurde. Jedoch folgte erst nach dessen Tod, unter Herrschaft des Franz von Hatzfeld und vor allem zuletzt unter Regentschaft des Johann Philipp von Schönborn, eine liberalere Haltung gegenüber dem Protestantismus, wodurch der Ort in der Folgezeit mehrheitlich protestantisch wurde. Diese neue Freiheit fand mit dem Dreißigjährigen Krieg ihr jähes Ende, als der Ort des Öfteren Lageplatz für Würzburgische Truppen der Katholischen Liga war und zum Teil gewaltvoll die verlorenen Reihen mit Merchingern aufgefüllt wurden. Ebenso lagerten auch französische und schwedische Truppen vor Merchingen. Unter den Schweden wurden auch erhebliche Kriegskontributionen in Form von Geld, Einquartierungen und Lebensmittellieferungen eingetrieben. Mit der Zerschlagung der politischen Zugehörigkeit zu Franken, rechtlich ab 1803 und tatsächlich ab 1806 nach der erfolgten badischen Besetzung Merchingens, endete auch die rund 640 Jahre andauernde politische Zugehörigkeit zum Hochstift Würzburg bzw. zum Herzogtum Franken, jedoch nicht die fränkische Kultur („Kerwe“ = Kirchweih, mainfränkische „Maderbrodworschd“ etc.) und die landsmannschaftliche Identität der Bevölkerung zu Franken. Dafür sorgte auch die rechtliche Zugehörigkeit Merchingens zum Großherzogtum Würzburg von 1805–1814. Im Zuge der Annexion war Merchingen Grenzort zu Württemberg und verlor deshalb in der Folgezeit seine wirtschaftliche Primusstellung in der Umgebung. Diese neue Grenze ruinierte auch die engen Verflechtungen ins mainfränkische Kernland um Würzburg und ins fränkische Hohenlohe. Dies lässt sich insbesondere an den Bevölkerungszahlen ausweisen. Vom Bevölkerungshöchststand im Jahr 1840 von rund 1300 sank die Bevölkerungszahl zwischenzeitlich auf rund 700, und damit um rund 46,2 %. Bis heute konnten die Bevölkerungszahlen nur auf 1020 Einwohner ansteigen, insbesondere deshalb, weil man im Zuge der sog. Beispieldorfsanierung 1963 den Ortskern entkernte und damit indirekt Menschen aus ihrer Heimat vertrieb – wenn auch mit Entschädigung. Dadurch verließen rund 200 Einwohner oder rund 20 % der damaligen Bevölkerung den Ort, wodurch die nach dem Zweiten Weltkrieg eigens durch die Amerikanischen Besatzungsbehörden angesiedelten Franken aus dem Sudetenland wieder „exiliert“ wurden.
Am 23. Februar 1803 wurde in Ausführung des Reichsdeputationshauptschlusses das „alte“ Bistum Würzburg, zu dem Merchingen mit seiner Pfarrei seit der Gründung des Bistums gehörte, der Kirchenprovinz Bamberg angeschlossen. 1821 wurde Merchingen endgültig von der Spiritualia des Bistums Würzburg abgetrennt und wurde Teil des Erzbistums Freiburg. Dies war zwar mit großem Ärger der Merchinger verbunden, jedoch fügte man sich dem, denn der letzte Würzburger Fürstbischof Georg Karl von Fechenbach gab seinen Untertanen auf, sich der „Nachordnung“ durch den Frieden von Lunéville und der dann folgenden Reichsdeputation zu unterwerfen und den neuen Herren genauso zu dienen wie ihm. Um Merchingen politisch zu befrieden und den wirtschaftlichen Leistungs- und Bedeutungsverlust Merchingens im Zuge der badischen Annexion und der Abtrennung vom mainfränkischen Mutterland ab 1806 aufzufangen, sollte ab spätestens 1870 eine eingleisige Nebenbahn zur „badischen“ Odenwaldbahn, die heute Teil der Frankenbahn ist, gebaut werden, um den Ort mit Würzburg und anderen fränkischen Orten im Norden zu verbinden. Es wurde auch eine Verlängerung bis nach Mergentheim angedacht, jedoch nie vollzogen. Stattdessen wurde der Bau über Jahrzehnte verzögert und die „Planungen“ im Zuge des Börsencrashs 1929 endgültig verworfen, was erneut große Verbitterung über das politische Schicksal in Merchingen hervorrief.
Bis heute konnte der ehemalige Wohlstand aus dem Handel im Verhältnis zum damaligen Durchschnitt nicht rückgewonnen werden.
Merchingen war als bedeutender Handelsknoten nicht nur Marktgemeinde, sondern auch Sitz einer bedeutenden jüdischen Gemeinde. Doch auch im beschaulichen Merchingen waren die fränkischen Juden – wie in ganz Franken – vor Verfolgung nicht sicher. Für 1336 sind im Zuge der fränkischen Armledererhebung Massaker gegen Merchinger Juden belegt. Diese Armlederer wurden am 14. November 1336 in Kitzingen hingerichtet. Ab 1737 ist eine Synagoge in Merchingen nachgewiesen. Am Ort gab es bis 1880 den Sitz des Bezirksrabbinats Merchingen. Merchingen blieb trotz politischer Abtrennung von Franken eine bedeutende Judengemeinde. In Unterfranken betrug der Anteil der aschkenasischen Juden an der Gesamtbevölkerung im Jahr 1881 rund 2,5 %. In Merchingen betrug der Anteil der aschkenasischen Juden an der Gesamtbevölkerung im Jahr 1881 sogar rund 15 %. Trotz dieses hohen jüdischen Mitbevölkerungsanteils war die NSDAP bei der Reichstagswahl im März 1933 in Merchingen die stärkste Kraft. Im Zuge der Novemberpogrome 1938 wurde die Synagoge von auswärtigen NSDAP-Wilden geschändet und zerstört. Die Juden des Ortes, die nicht ausgewandert waren, wurden nach Gurs deportiert. Die ehemalige Synagoge wird seit 1951 als katholische Herz-Jesu-Kirche genutzt. Außerhalb des Ortes erinnert der Merchinger Judenfriedhof an die einst große jüdische Gemeinde, dazu wurden im Ort Stolpersteine verlegt.
Im Zweiten Weltkrieg wurde Merchingen im April 1945 von US-Truppen besetzt.

### Ballenberg
Ballenberg liegt an einer alten Fernstraße, die Karl der Große von Würzburg in die Schweiz führen ließ. 1306 erhielt Ballenberg von Graf Bobbo I., der seine Residenz in Krautheim hatte, das Stadtrecht. Georg Metzler, der berühmte Bauernführer aus Ballenberg, setzte durch seine Beteiligung am Bauernkrieg die Selbstverwaltung des Orts aufs Spiel. Nur das Stadtrecht blieb erhalten.

## Dialekt
In Ravenstein werden Ostfränkische Dialekte gesprochen, namentlich Mainfränkisch (Taubergründisch) und Hohenlohisch.
In Merchingen, Hüngheim und Oberwittstadt hört man eine mainfränkische Variante des Taubergründischen, in Ballenberg, Erlenbach und Unterwittstadt hingegen Hohenlohisch.

## Religion
Ballenberg, Erlenbach, Hüngheim, Ober- und Unterwittstadt sind überwiegend katholisch geprägt. Die katholischen Kirchen der Stadt gehören zur Seelsorgeeinheit Krautheim-Ravenstein-Assamstadt im Dekanat Tauberbischofsheim des Erzbistums Freiburg.
In Merchingen überwiegt die protestantische Konfession.

## Politik

### Gemeinderat
Der Gemeinderat hat normalerweise 14 ehrenamtliche Mitglieder, die für fünf Jahre gewählt werden. Die Zahl der Mitglieder kann sich durch Ausgleichssitze erhöhen (gesamt 2019: 15 Sitze). Hinzu kommt der Bürgermeister als stimmberechtigter Gemeinderatsvorsitzender.
Dabei garantiert die Unechte Teilortswahl den Ortsteilen eine festgelegte Anzahl von Sitzen: Aus Merchingen kommen mindestens vier, aus Oberwittstadt mindestens drei, aus Ballenberg, Hüngheim und Erlenbach jeweils mindestens zwei Räte, sowie aus Unterwittstadt mindestens ein Gemeinderat.
Die Kommunalwahl am 9. Juni 2024 führte zu folgendem Ergebnis (mit Vergleichszahlen voriger Wahlen):
| Gemeinderat 2024 | Gemeinderat 2024 | Gemeinderat 2024 | Vorige Wahlen    | Vorige Wahlen    |
| ---------------- | ---------------- | ---------------- | ---------------- | ---------------- |
| Partei / Liste   | Stimmenanteil    | Sitze            | 2019             | 2014             |
| CDU              | 82,3 %           | 12               | 84,9 %, 13 Sitze | 86,2 %, 12 Sitze |
| FW               | 9,7 %            | 1                | 9,7 %, 1 Sitz    | –                |
| SPD              | 2,8 %            | 0                | 5,4 %, 1 Sitz    | 13,8 %, 2 Sitze  |
| AfD              | 5,2 %            | 1                | –                | –                |
| Wahlbeteiligung  | 72,6 %           | 72,6 %           | 71,4 %           | 67,7 %           |

### Bürgermeister
Der Bürgermeister wird für acht Jahre gewählt. Amtsinhaber:
- 1971–1996: Horst Ullrich (CDU)
- 1996–2012: Horst Weber (CDU)
- 2012–2020: Hans-Peter von Thenen (parteilos)
- Seit 2020: Ralf Killian

### Ortsvorsteher
- Ballenberg: Clemens Walz
- Erlenbach: Reinhard Belzner
- Hüngheim: Erik Longin
- Merchingen: Anne-Katrin Kämmer
- Oberwittstadt: Erhard Walz
- Unterwittstadt: Danny Barie

### Wappen
Das Ravensteiner Wappen ist silbern (weiß) unter gezinntem rotem Schildhaupt (drei silberne (weiße) Zinnen) befindet sich ein sechsspeichiges schwarzes Rad. Das Wappen stellt eine Kombination von Mainzer Rad (sechsspeichig, silbern in Rot) und Berlichinger Rad (fünfspeichig, silbern in Schwarz) dar. Es erinnert damit an die historischen Herrschaftsverhältnisse der Gesamtgemeinde. Die Zinnen weisen auf das alte Stadtrecht von Ballenberg hin. Das Ravensteiner Wappen weist zuletzt auf die Zugehörigkeit zu Franken hin, denn wie im Fränkischen Rechen führt das Ravensteiner Wappen ein rotes Schildhaupt mit drei weißen Spitzen, die jedoch aufgrund des historischen Ballenberger Stadtrechts als Zinnen ausgeführt sind, um das alte Stadtrecht schon im Wappen gebührlich zu würdigen.
Wappen der Ortsteile

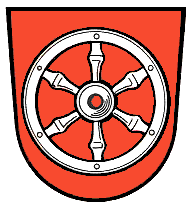
Ballenberg
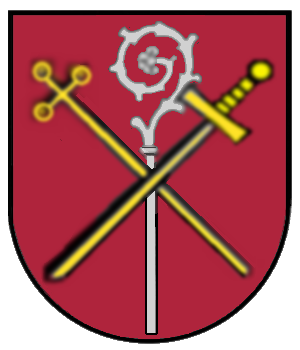
Erlenbach
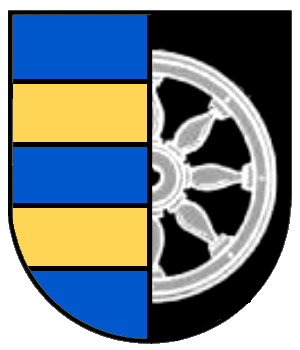
Hüngheim
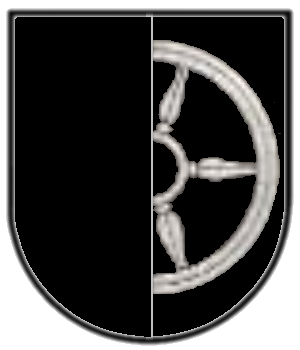
Merchingen
Oberwittstadt
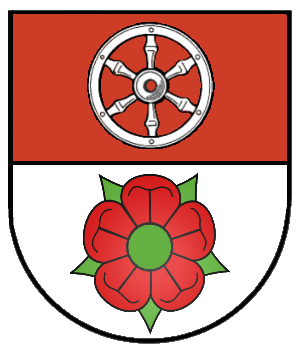
Unterwittstadt

## Kultur und Sehenswürdigkeiten

### Bauwerke und Kulturdenkmale

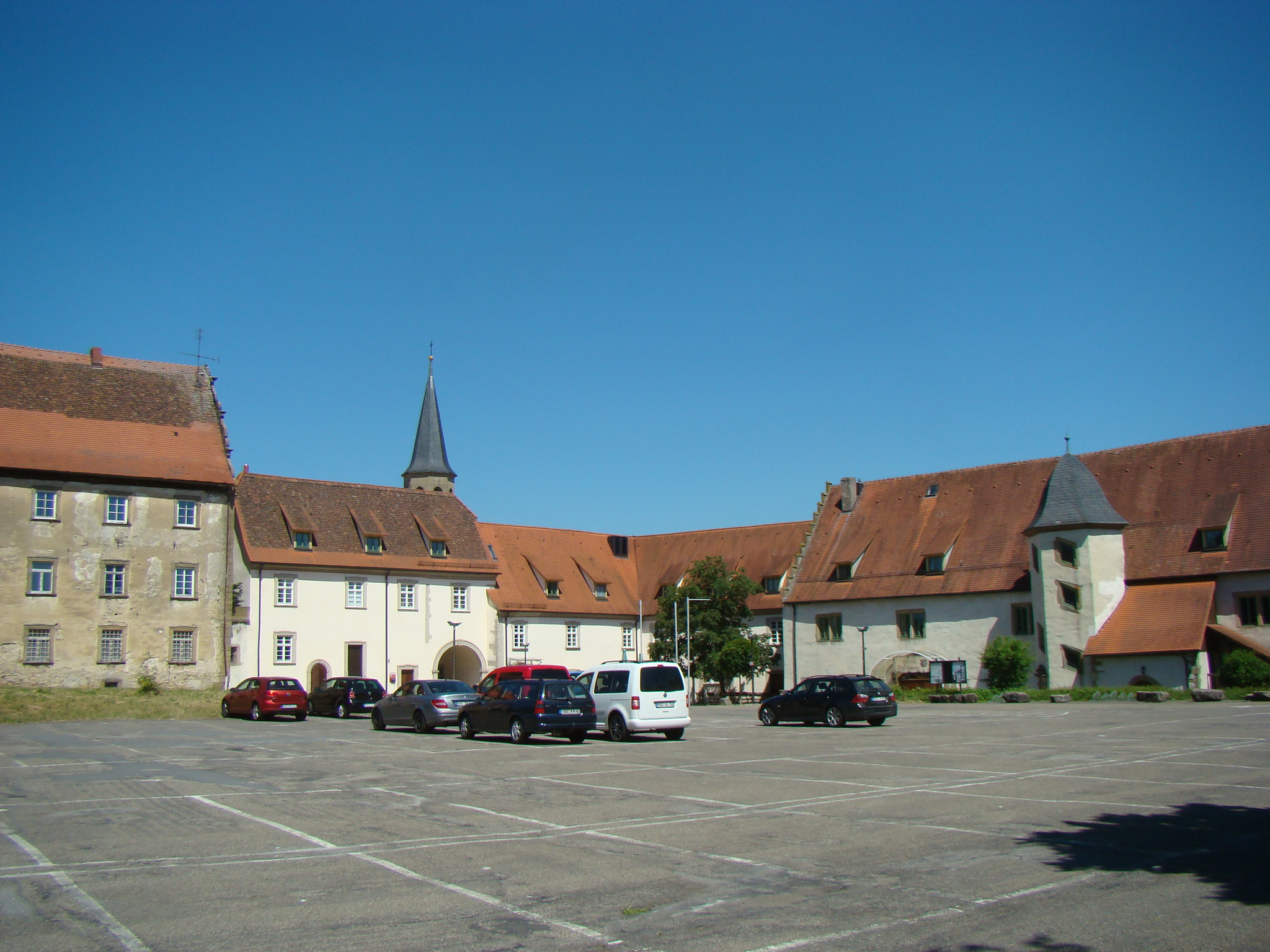
Schloss Merchingen

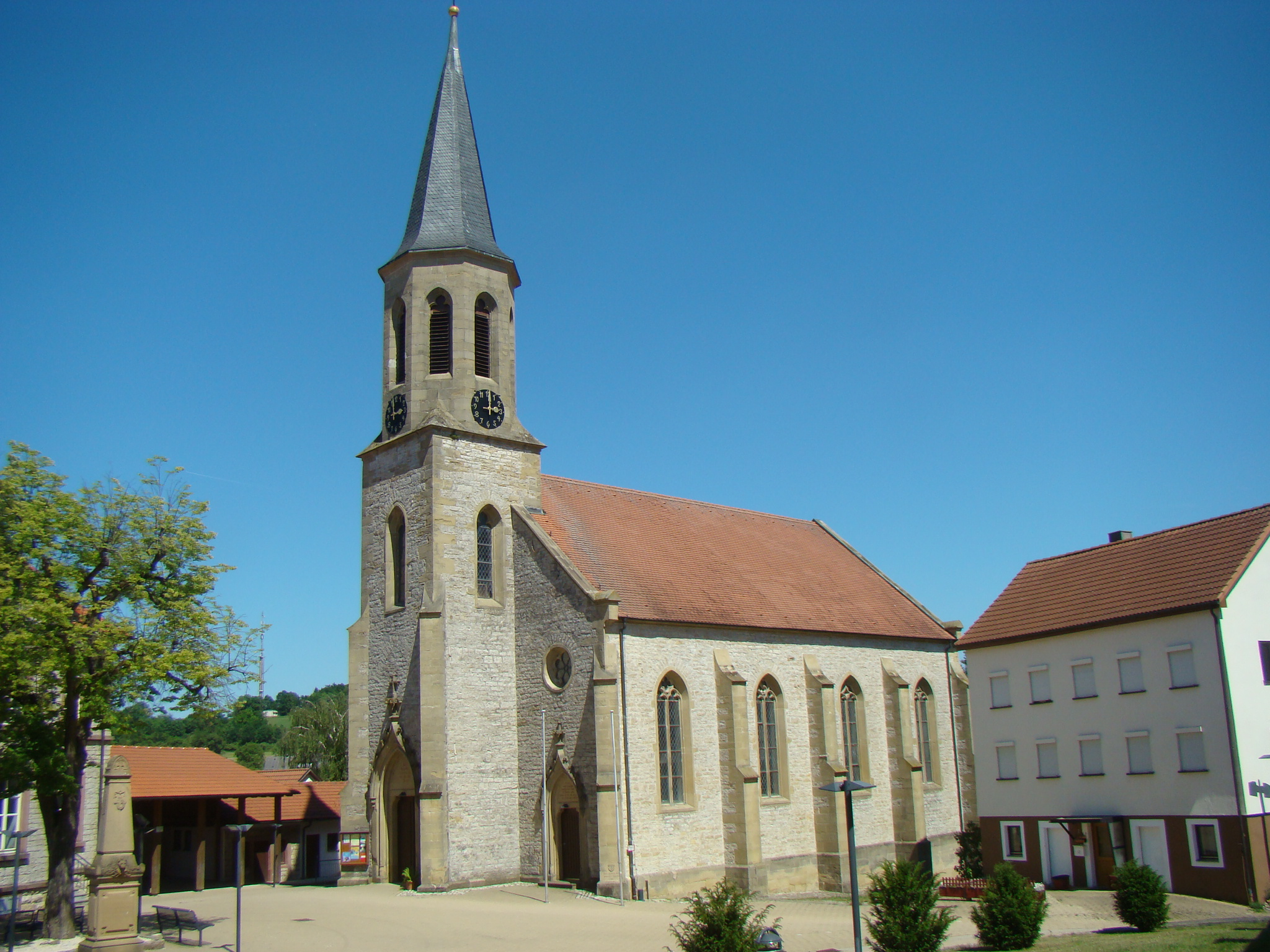
Evang. Kirche in Merchingen

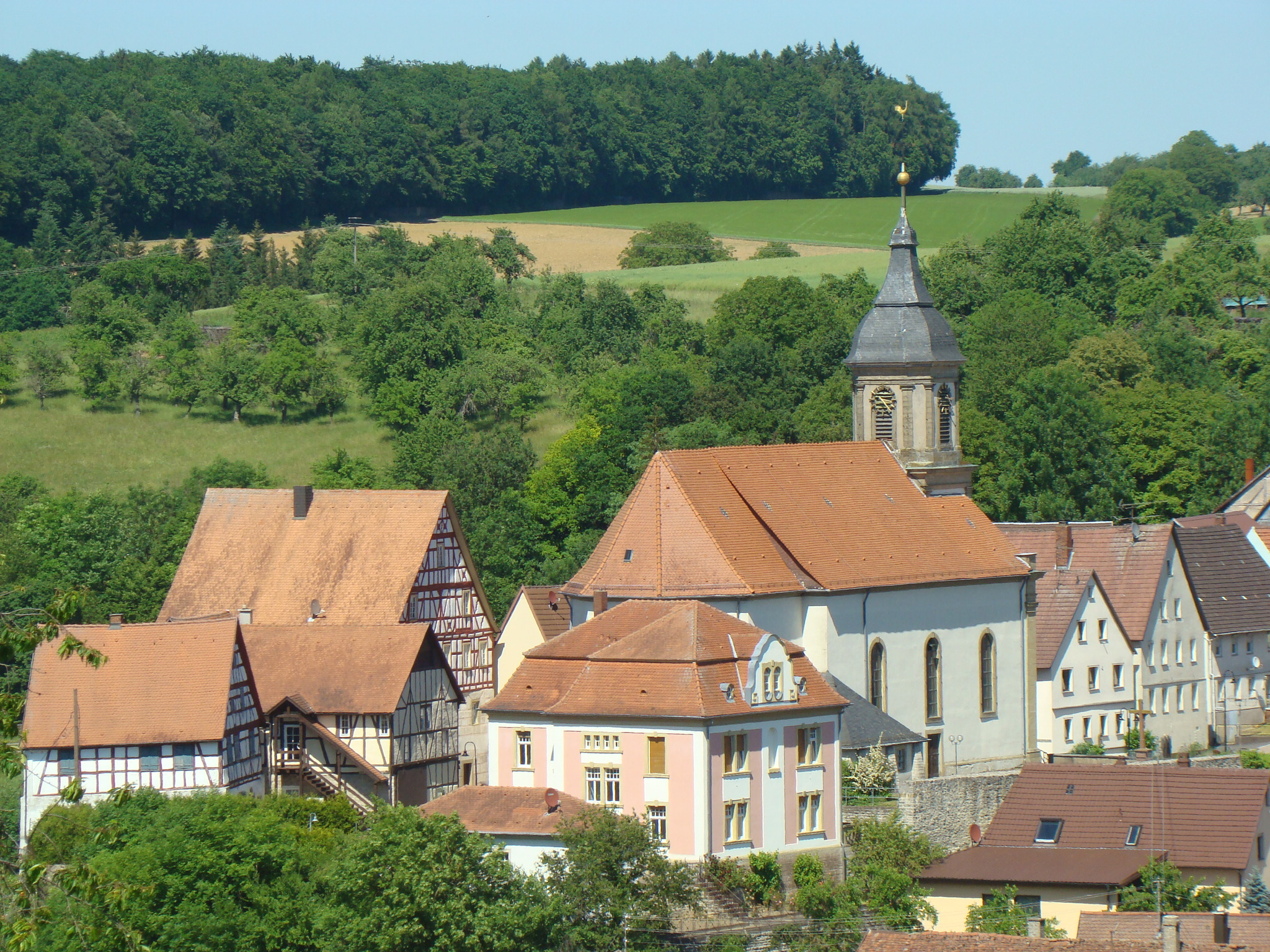
St. Johannes der Täufer in Ballenberg mit umliegenden Gebäuden

- Das Schloss Merchingen ist das größte zusammenhängende Schlossgebäude im Neckar-Odenwald-Kreis. Der Saalbau ist im Renaissancestil erbaut, während der Eckbau, Torbau und Wohngebäude schon baulich dem Barock zuzuordnen sind. Der Saalbau und der Tor-/Eckbau befinden sich im Eigentum der Stadt und wurden durch den Förderverein Schlossbau renoviert. Der Eckbau wird heute als Hotel geführt. Der Wohnbau befindet sich noch im Eigentum der Herren von Berlichingen und blieb seit längerer Zeit unsaniert.
  - In den Teilorten befinden sich mehrere historische Kirchenbauten. Die Evangelische Kirche Merchingen von 1854 ist die einzige evangelische Kirche der Stadt. Die katholische Herz-Jesu-Kirche in Merchingen geht auf die einstige Synagoge des Ortes zurück. Die Kirche St. Johannes der Täufer in Ballenberg aus dem späten 18. Jahrhundert weist eine reiche historische Ausstattung auf, außerhalb des Ortes befindet sich beim Friedhof noch eine historische Kapelle. Die Kirche St. Margareta in Erlenbach stammt ebenfalls aus dem späten 18. Jahrhundert. Die Kirche St. Gertrud in Hüngheim ist die einzige Gertrudiskirche der Erzdiözese Freiburg. Der Legende nach soll die heilige Gertrud noch vor der Christianisierung Mainfrankens durch die drei Frankenapostel hl. Kilian, hl. Kolonat und hl. Totnan in Karlburg am Main eine Benediktinerinnenabtei, die der Muttergottes Maria geweiht war, gegründet haben, was auch in der im 9. Jahrhundert verfassten jüngeren Kiliansmarter, der Passio Maior St. Kiliani erwähnt wird.[14][15] Die Gertrudisverehrung ist seitdem eine im Kern mainfränkische. Damit untrennbar verbunden ist die Benennung der Herz-Jesu-Kirche in Merchingen im Jahre 1951, denn die katholische Gemeinde Hüngheim kaufte das ehemalige Synagogengebäude, um für die Merchinger Katholiken ein eigenes Gotteshaus zur Verfügung zu stellen. Die Herz-Jesu-Verehrung soll die vom durchbohrten Herz Jesu entspringenden heiligen Sakramente ehren. Dies unterstreicht einmal mehr die mainfränkische Vergangenheit Hüngheims und Merchingens. Die Kirche St. Peter und Paul in Oberwittstadt stammt aus dem 18. Jahrhundert. Der Altar der Bonifatius-Nothelfer-Kapelle in Oberwittstadt stammt aus dem Jahre 1456, die Kapelle selbst geht auf das 12. Jahrhundert zurück. Die Kirche St. Michael in Unterwittstadt besitzt eine wertvolle Schnitzarbeit aus der Schule Tilman Riemenschneiders. In den Ravensteiner Teilorten sind zudem zahlreiche historische Bildstöcke zu finden.
- In den Teilorten gibt es außerdem zahlreiche weitere historische Gebäude, darunter das Heilighaus in Oberwittstadt.

### Skulpturenradweg
Die Stadt Ravenstein ist Teil des Skulpturenradwegs.

## Wirtschaft und Infrastruktur

### Verkehrsinfrastruktur
Ravenstein hat einen direkten Autobahnanschluss der A 81 Heilbronn-Würzburg (Anschlussstelle 6 Osterburken).
Im benachbarten Osterburken besteht ein Anschluss an die Frankenbahn. Von dort kommt man mit dem in Fahrtrichtung Würzburg Hbf bereits bestehenden stündlichen Regionalexpressanschluss (Fahrtdauer 0:53 h) nach Würzburg. Zusätzlich haben Reisende ab dem Fahrplanwechsel im Dezember 2023 einen stündlichen Regionalbahnanschluss (Fahrtdauer 1:20 h) in die unterfränkische Regierungs- und Bezirkshauptstadt Würzburg.

### Bildungs- und Kinderbetreuungseinrichtungen
In Merchingen befindet sich die Grundschule, in Oberwittstadt befinden sich ein kommunaler Kindergarten und eine Tageseinrichtung (TigeR) für Kinder von 8 Wochen bis zu 14 Jahren.

### Unternehmen
Der größte Arbeitgeber der Stadt Ravenstein ist die seit 1946 in Erlenbach angesiedelte Schimscha GmbH. Das Mittelständische Familienunternehmen wird in vierter Generation von den drei Brüdern Thomas, Johannes und Michael Schimscha geführt und beschäftigt rund 130 Mitarbeiter. Zum Produktportfolio gehören diverse Produkte aus Stahl, Edelstahl und Aluminium, wie zum Beispiel Schaltschränke, Gehäuse und Maschinenverkleidungen.

## Söhne und Töchter der Stadt
- Matthias Vehe-Glirius (1545–1590), unitarischer Theologe aus Ballenberg
- Georg Metzler († nach 1525), Bauernführer aus Ballenberg
- Johann Martin Gehrig (1768–1825), römisch-katholischer Geistlicher in Aub
- Benjamin Dispecker (1800–1828), Bezirksrabbiner aus Merchingen
- Benno Rüttenauer (1855–1940), Schriftsteller und Übersetzer aus Oberwittstadt
- Adalbert Gramlich (1892–1969), Politiker (CDU), Bürgermeister von Oberwittstadt
- Bernd Röcker (* 1942 in Merchingen), Historiker und Autor